# 長谷川邸
長谷川邸（はせがわてい）は、新潟県長岡市塚野山にある江戸時代から近代にかけての豪農、長谷川家の旧宅である。国の重要文化財。

## 概要
江戸時代初め頃から庄屋を務め、幕末から明治にかけては近郊4か村の耕地や山林の7割を独占していたとされる長谷川家の邸宅である。
街道に面し堀に囲まれた敷地は間口約70 m、奥行120 mに及び、内側には土塁生垣、正面には茅葺寄棟造りの表門がある。茅葺寄棟造りの主屋は1706年（宝永3年）の大火で焼け、1716年（享保元年）に再建されたと伝えられている。
邸宅の周囲は旧魚沼街道（銀山街道）の塚山宿である。
施設は冬季を除き一般に開放されており、入館料を要する。長谷川家収蔵品展示室では、長谷川家に伝わる書画や調度品などが展示されている。
新潟県内には伊藤邸（北方文化博物館）や笹川家住宅、市島邸、目黒邸をはじめ「豪農の館」と呼ばれる邸宅が多く残っているが、現存するものとしては長谷川邸が最古と言われている。

## 交通
- JR信越本線 塚山駅より南西へ約1 km（徒歩約12分）
- 越後交通 長岡駅前＝親沢＝塚山＝小国 線 「長谷川邸前」バス停より徒歩すぐ
- 駐車場あり（車59台、バス8台[4]）